# 단바국

단바 국

단바국(일본어: 丹波国 단바노쿠니[*])은 일본 산인도에 있던 옛 구니이다. 현재의 교토부 중부(교토시 사쿄구 일부와 우쿄구 일부를 포함한다.)와 효고현 동쪽 일부, 오사카부의 다카쓰키시와 도요노정의 일부에 해당한다. 단고국과 아울러서, 또는 단독으로 단슈(丹州)라고도 한다.

## 군
- 구와다군(일본어판)(桑田郡)
1879년, 기타쿠와다군(北桑田郡)과 미나미쿠와다군(南桑田郡)으로 분할.
- 후나이군(船井郡)
- 이카루가군(何鹿郡)
- 다키군 (단바국)(일본어판)(多紀郡)
- 히카미군(일본어판)(氷上郡)
- 아마다군(일본어판)(天田郡)